# Kostel Matky Boží (Louny)
Kostel Matky Boží je římskokatolický filiální kostel ve městě Louny v okrese Louny zasvěcený Panně Marii. Je filiálním kostelem děkanství Louny, mše se zde neslouží. Gotický kostel byl postaven v letech 1491–1493, věž pochází z roku 1612 a v roce 1913 kostel restauroval architekt Kamil Hilbert. Hřbitov kolem kostela sloužil svému účelu do roku 1789. Objekt je chráněn jako kulturní památka.

## Poloha
Kostel Matky Boží se nachází mezi ulicemi U Matky Boží, kde je hlavní vstup, a ulicí Na Foukalce jižně od budovy autobusového nádraží v Lounech.

## Dějiny
Kostel byl vybudován na tehdejším Pražském předměstí, které se rozkládalo jihovýchodně od hradeb města podél cesty do Prahy (dnešní ulice Na Foukalce). Po husitských válkách byl na předměstí založen nový městský hřbitov, u kterého posléze vznikl malý kostelík zasvěcený Panně Marii (Matce Boží).

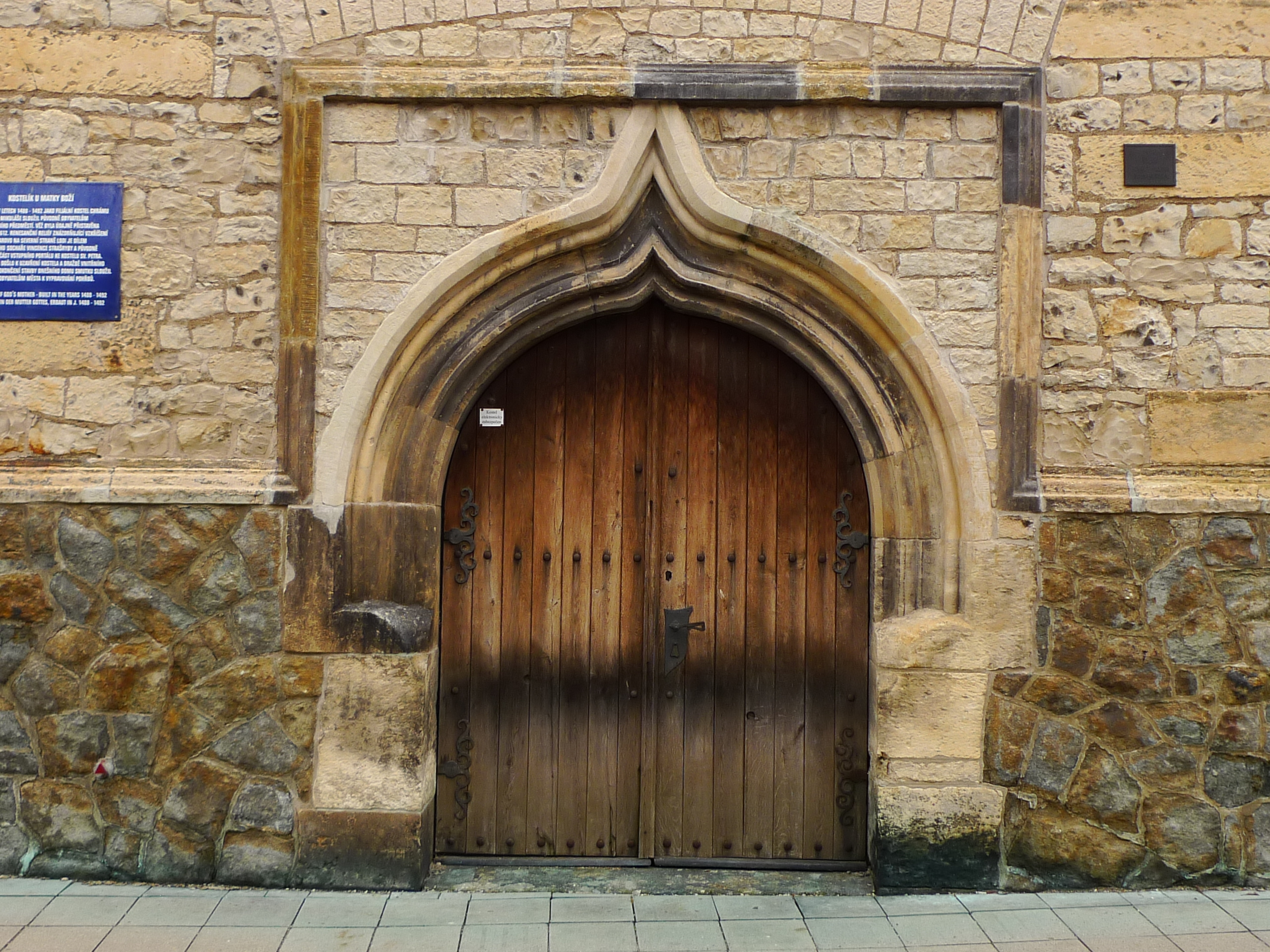
Portál v přízemí věže kostela.

Plány na postavení kostela na Pražském předměstí se začala městská rada zabývat už koncem 80. let 15. století. Svědčí o tom zbožný dar měšťana Matěje Hasištejna ve výši 20 míšeňských kop pro kostel, který se má stavět na Pražském předměstí. S realizací projektu se začalo o tři roky později. V dochovaném zlomku městské účetní knihy je k březnu 1491 záznam o vyúčtování lamačům kamene pro kostel na Malém (Pražském) předměstí. Záznamy ve zlomku končí v srpnu téhož roku, přičemž se do té doby žádné další výdaje na stavbu kostela neuvádějí. Není proto jisté, zda se se stavebními pracemi skutečně začalo už v roce 1491, jak se většinou uvádí. Je pravděpodobné, že roku 1493 už kostel stál. Nasvědčuje tomu odkaz předního lounského měšťana Mikuláše z Černčic (později se stal hofrychtéřem) z roku 1493, v němž kostelu Matky Boží odkázal všechen majetek, který v Lounech měl. Kostel měl zřejmě na začátku 15. století vlastního kaplana, jak vyplývá z další nadace Mikuláše z Černčic z roku 1511.

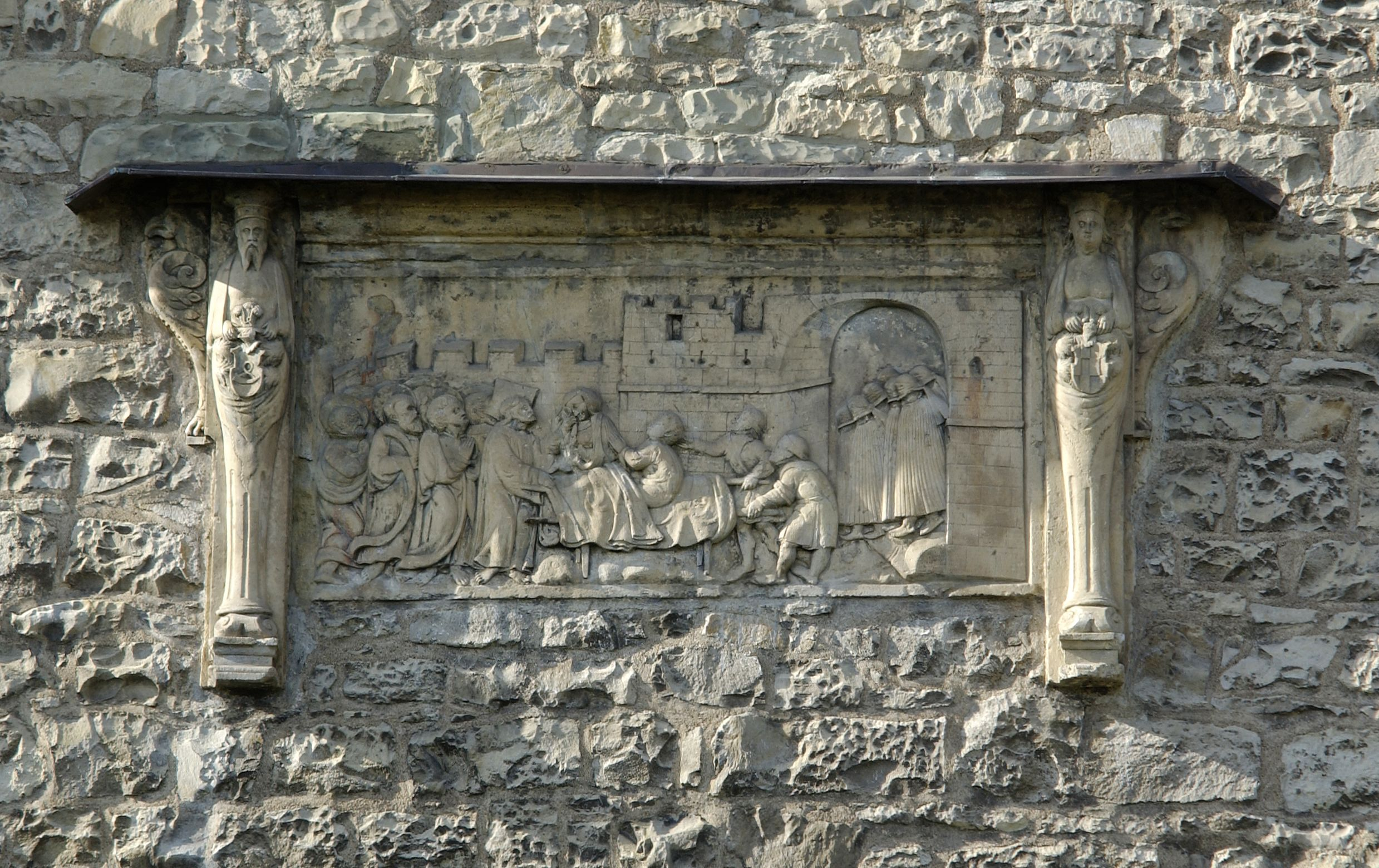
Reliéf Vzkříšení Lazara ze 70. let 16. století od Vincence Strašryby

V roce 1610 odkázala místní měšťanka Anna Zákostelská z Bílejova 400 míšeňských kop na nový kostelní zvon. Ke kostelu byla proto o dva roky později přistavěna věž včetně portálu. Soudobý městská kronikář Pavel Mikšovic zachytil jméno kameníka, který stavbu řídil: Jednalo se o Mikuláše Renkvice. Částkou 50 míšeňských kop na stavbu přispěl místní erbovní měšťan Jan Rezler z Lišic. Na jižní stěnu věže byl usazen reliéf s námětem Vzkříšení Lazara od lounského kameníka Vincence Strašryby († 1582), který se původně nacházel na hřbitovní zdi u kostela sv. Petra. Kostel byl opraven po vpádu Sasů v roce 1631 během třicetileté války.
Na hřbitově, který se rozprostíral kolem kostela, se pohřbívalo do roku 1789, kdy byl kostel spolu s oběma dalšími lounskými filiálními kostely, Svatým Petrem a kostelem Čtrnácti svatých pomocníků, zrušen. Inventář kostela přešel na náboženskou matici. Během 19. století kostel pustl. Roku 1874 provedl zaměření kostela Josef Mocker a nechal na jižní straně Renkvicovy věže postavit schodiště. V roce 1913 proběhla rekonstrukce kostela pro potřeby farního archivu, kterou řídil významný architekt a lounský rodák Kamil Hilbert. V té době vznikla v okolí kostela nová čtvrť rodinných domů. Poslední opravou prošla stavba po roce 1990.

## Architektura
Pozdněgotický kostel je postaven z lámané opuky, ostění oken a portálu a nároží obvodových stěn je z opukových kvádrů. Obdélníková loď o rozměrech 7 × 6 m je na severní straně opatřena polokruhově zakončeným portálem a na jižní dvoudílným oknem, kněžiště je nepravidelně pětiboké rovněž s dvoudílnými okny s jednoduchou kružbou. Presbytář je sklenutý paprsčitou žebrovou klenbou s kuželovitými konzolami. Triumfální oblouk je hrotitý. Loď je zaklenutá jedním polem křížové žebrové klenby. V interiéru je opuková kazatelna z roku 1581. Kostelní věž na západní straně má v přízemí profilovaný portál o rozměrech 2,35 × 1,72 m. Portál má tvar oslího hřbetu. Jedná se tak o pozoruhodný případ stylového anachronismu. Oslí oblouk byl charakteristickým slohovým znakem jagellonské gotiky a v architektuře se používal v první polovině 16. století. Další vchod do prvního patra je na jižní straně věže, vede k němu venkovní zastřešené schodiště. V prvním patře věže jsou malá čtvercová okna a ve druhém velká oblouková okna. Střecha kostela je opatřena sanktusníkem.